# 梅田ゲートタワー

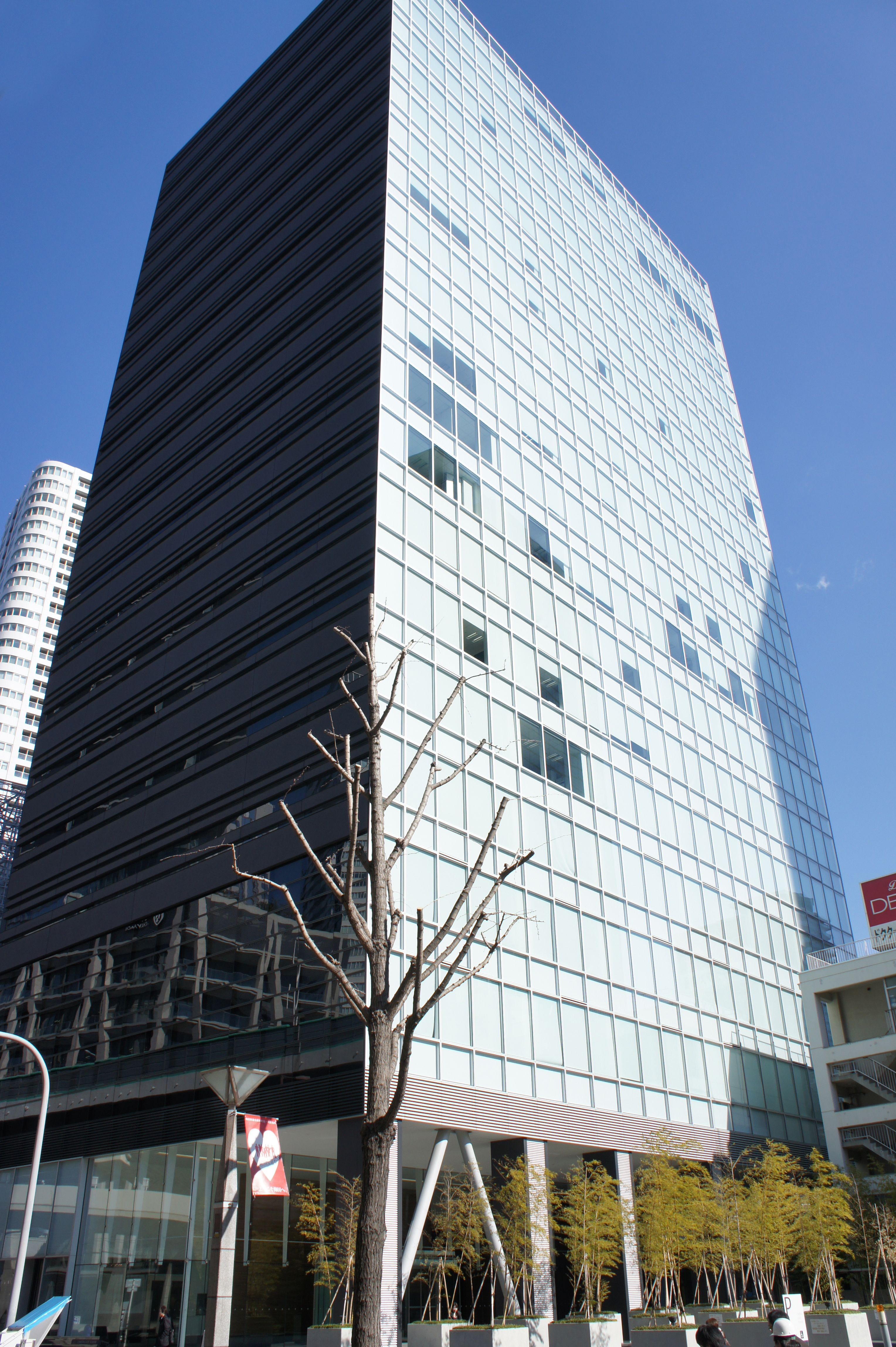
梅田ゲートタワー

梅田ゲートタワー（うめだゲートタワー）は、大阪市北区鶴野町にある地上21階建てのオフィスビルである。

## 概要
鶴野町の再開発プロジェクトで 『（仮称）梅田鶴野町ビル』として建設され、2009年12月に竣工。丸紅が関西で初めて手がけたオフィスビルで、大阪丸紅ビルからの本社移転を計画しているとも言われていたが、新ダイビルに移転している。
2010年10月に工事関係者が書いたとみられる情報がインターネット上に流れたことが発端となり、鉄骨が7cmずれたままビルが建築されたことが判明し、大阪市から指導を受けたが、ビルの安全性は第三者機関により確認された。 
2011年12月からヤンマーが本社の建て替えの際に、本社事務所の仮移転先として入居していた。
2016年9月21日にアクティビア・プロパティーズ投資法人が、5階から20階の区分所有権を取得した。2018年5月1日に当該フロアのプロパティマネジメント会社及びマスターリース会社が丸紅リアルエステートマネジメントから東急コミュニティーに変更された。なお、丸紅リアルエステートマネジメントは3階と4階のプロパティマネジメントの受託を続けている。

## 諸元
- 所在地：大阪府大阪市北区鶴野町1-33他
- 竣工：2009年12月
- 敷地面積：
- 建築面積：
- 延べ床面積：22,869.75m2
- 構造：鉄骨造（一部鉄骨鉄筋コンクリート造）
- 高さ：91.07m ※塔屋含む
- 階数：地上21階、地下1階、塔屋2階
- 主用途：事務所（貸オフィス）
- 建築主：丸紅
- 設計者：昭和設計
- 施工者：鹿島建設